# Pevțite, Plovdiv
Pevțite (în bulgară Певците) este un sat în comuna Karlovo, regiunea Plovdiv,  Bulgaria. 

## Demografie
Componența etnică a satului Pevțite
     Bulgari (53,13%)
     Romi (34,3%)
     Nicio identificare (12,55%)
     Altele (0%)
La recensământul din 2011, populația satului Pevțite era de 446 locuitori. Din punct de vedere etnic, majoritatea locuitorilor (53,13%) erau bulgari, cu o minoritate de romi (34,3%). Pentru 12,55% din locuitori nu este cunoscută apartenența etnică.